# DZ Privatbank
Die DZ Privatbank (Eigenschreibweise: DZ PRIVATBANK) ist ein Kreditinstitut für Private Banking und Wealth Management, Fondsdienstleistungen sowie Kredite in allen Währungen innerhalb der Genossenschaftlichen FinanzGruppe Volksbanken Raiffeisenbanken. Die Unternehmensgruppe umfasst die Muttergesellschaft DZ Privatbank S.A. (Luxemburg), ihre acht Niederlassungen in Deutschland, die beiden Tochterunternehmen DZ Privatbank (Schweiz) AG, Zürich und IPConcept (Luxemburg) S.A. sowie die IPConcept (Schweiz) AG.

## Geschäftstätigkeit
Das Leistungsangebot der DZ Privatbank im Private Banking und Wealth Management richtet sich an vermögende Privatkunden, Unternehmer, Stiftungen und semiinstitutionelle Kunden. Es umfasst Dienstleistungen wie die Strukturierung und Verwaltung von Vermögenswerten, Nachfolgeplanung, Stiftungsberatung sowie Fondsauflage und Finanzierung. Kunden können dabei auf Buchungsstellen in Deutschland, der Schweiz und Luxemburg zurückgreifen.
Als Full-Service-Anbieter von Fondsdienstleistungen betreut die DZ Privatbank nationale und internationale Fondsinitiatoren. Dies umfasst die Verwaltung von Konten und Depots, die Abwicklung von Transaktionen, gesetzliche Kontrollfunktionen sowie die Fondsauflage für liquide und illiquide Investments. Die Verwahrstellen der Bank befinden sich in Luxemburg, Frankfurt und Zürich. 
Im Bereich der Kreditvergabe bietet die DZ Privatbank unter der Produktmarke LuxCredit Finanzierungslösungen an, die Privat- und Firmenkunden zur Deckung variabler Liquiditätsbedarfe im Wohnungsbau sowie bei Saison- und Exportgeschäften einsetzen. Es werden individuelle Auszahlungs- und Tilgungsregelungen angeboten, um den Finanzierungsbedarf der Kunden flexibel decken zu können.

## Tochtergesellschaften
100%ige Beteiligungen der DZ Privatbank S.A. sind die DZ Privatbank (Schweiz) AG, Zürich, sowie die IPConcept (Luxemburg) S.A. Die IPConcept (Schweiz) AG ist eine 100%ige Tochter der DZ Privatbank (Schweiz) AG.

## Anteilseigner
Das Kapital der DZ Privatbank S.A. wurde zum 1. März 2024 zu 91,83 % von der DZ Bank AG gehalten. 8,17 % waren im Besitz von 258 Instituten des genossenschaftlichen Sektors in Deutschland.

## Geschichte
Die Anfänge der DZ Privatbank reichen in die 1970er Jahre zurück, als sich der Finanzplatz in Luxemburg langsam zu entwickeln begann. Über ein Joint Venture mit der BHF-Bank wurde dem genossenschaftlichen Bankensektor in Deutschland Zugang zum Eurodollarmarkt ermöglicht. Ende 1977 wurde mit der DG Bank International S.A.– Tochtergesellschaft der DG Bank Deutsche Genossenschaftsbank AG, Frankfurt  –  ein eigenständiges Unternehmen gegründet. Zunächst lag der Geschäftsschwerpunkt im Konsortial- und Metakreditgeschäft. Anfang der 1980er Jahre erfolgte der Aufbau des internationalen Privatkundengeschäfts, kurze Zeit später der Einstieg in das Investmentfondsgeschäft. Zum Jahresbeginn 1988 fand die Umfirmierung in die DG Bank Luxembourg S.A. statt.
Aufgrund des Wachstums in allen Geschäftsfeldern bezog die Bank 1993 ein neues Verwaltungsgebäude in Strassen, wo sich auch heute noch der Hauptsitz befindet. Im Mai 2001 wurde die Tochtergesellschaft IPConcept Fund Management S.A. (später Umfirmierung in IPConcept (Luxemburg) S.A.) als Dienstleister rund um die Fondsadministration gegründet. Im November 2001 fusionierte die DG Bank Luxembourg S.A. mit der GZ Bank International S.A., einer ebenfalls am Standort Luxemburg agierenden genossenschaftlichen Zentralbanktochter. Infolgedessen änderte sich der Name in DZ Bank International S.A.
Im Zuge einer Umstrukturierung innerhalb der Genossenschaftlichen Finanzgruppe Volksbanken Raiffeisenbanken wurde ab 2010 die Umfirmierung zur DZ Privatbank S.A. vorgenommen, etwas später die Integration der DZ Privatbank (Schweiz) AG, Zürich. Zur selben Zeit wurden die ersten deutschen Niederlassungen in Hannover, München und Stuttgart eröffnet. 2011 kam es zur Fusion mit der WGZ Bank Luxembourg S.A., der zweiten in Luxemburg noch verbliebenen genossenschaftlichen Zentralbanktochter sowie zur Übernahme des Private-Banking-Portfolios eines lokalen Wettbewerbers. 2012 wurden weitere deutsche Niederlassungen in Hamburg, Nürnberg, Frankfurt am Main und Düsseldorf gegründet. In die Niederlassung Düsseldorf wurde das Private-Banking-Geschäft der WGZ Bank AG, Düsseldorf übertragen. Mit der Eröffnung einer weiteren Niederlassung in Berlin, Leipzig und Oldenburg wurde der Aufbau der regionalen Präsenz im Heimatmarkt Deutschland 2015 abgeschlossen.
Die DZ Privatbank S.A. ist heute ein Unternehmen der DZ Bank Gruppe und Teil des Allfinanz-Angebots der Genossenschaftlichen Finanzgruppe.